# مجموعة كثيفة
المجموعة الكثيفة (بالإنجليزية: Dense set)‏، هي خاصية طوبولوجية تكون فيها مجموعة {\displaystyle A} كثيفة داخل مجموعة {\displaystyle X} إذا كانت {\displaystyle A} ضمن {\displaystyle X} وإذا كان كل عنصر من {\displaystyle A} إما منتميا ل {\displaystyle X} أو يمثل نقطة حد (Limit point) ل {\displaystyle A}. بمعنى أن {\displaystyle A} تمكن من حصر (بالمعنى الجبري الطوبولوجي) جميع عناصر {\displaystyle X}.

## تعريف

### تعريف عام - طوبولوجي
باعتبار {\displaystyle X} فضاء طوبولوجيا و {\displaystyle A\subset X} جزءا منه، يكون {\displaystyle A} كثيفا داخل {\displaystyle X} ويقال أيضا {\displaystyle A} كثيف في كل مكان، إذا تحققت إحدى الخصائص المتكافئة التالية:
- كل مجموعة مفتوحة غير فارغة في {\displaystyle X} تضم عناصر من {\displaystyle A}.
- {\displaystyle X} هي غالق {\displaystyle A} .
- كل نقطة في {\displaystyle X} هي ملاصقة ل {\displaystyle A}
- مكملة {\displaystyle A} داخلها فارغ

### تعريف تحليلي
باعتبار {\displaystyle E} فضاء متجهيا معياريا و {\displaystyle D\subset E} جزءا منه، يكون {\displaystyle D} كثيفا داخل {\displaystyle E} إذا تحققت إحدى الخصائص المتكافئة التالية:
- لكل نقطة {\displaystyle x\in E} توجد متتالية {\displaystyle (y_{n})} معرفة في {\displaystyle D} تؤول في مالانهاية إلى {\displaystyle x}
- لكل نقطة {\displaystyle x\in E} و كل {\displaystyle \epsilon >0} يوجد {\displaystyle y\in D} يحقق {\displaystyle \|y-x\|\leq \epsilon }
- غالق {\displaystyle D} ({\displaystyle {\overline {D}}}) يساوي {\displaystyle E}

يمكن تعميم التعريف للفضاءات القياسية بتعويض المعيار بالمسافة.

## أمثلة
- مجموعة الأعداد الجذرية {\displaystyle \mathbb {Q} } كثيفة داخل مجموعة الأعداد الحقيقية {\displaystyle \mathbb {R} }.[2]
- الزمرة العامة الخطية، مجموعة المصفوفات القابلة للعكس، {\displaystyle GL_{n}(\mathbb {R} )} كثيفة داخل مجموعة المصفوفات {\displaystyle {\mathcal {M}}_{n}(\mathbb {R} )}.[2] وأيضا {\displaystyle GL_{n}(\mathbb {C} )} داخل {\displaystyle {\mathcal {M}}_{n}(\mathbb {C} )}.[3]

## خاصيات
- حسب مبرهنة ستون-فايرستراس، فإن فضاء الحدانيات كثيف داخل فضاء الدوال المتصلة المعرفة في المجال {\displaystyle [0,1]} والتي مستقرها في {\displaystyle \mathbb {C} }.[3]